# Aleksandr Sielin
Aleksandr Sielin, ros. Александр Селин (ur. 14 marca1988 w Moskwie) – rosyjski pływak, specjalizujący się głównie w stylu dowolnym.
Brązowy medalista mistrzostw Europy na krótkim basenie z Eindhoven na 400 m stylem dowolnym.